# Liste der Brunnen in Arnstadt
Die Liste der Brunnen in Arnstadt beinhaltet die existierenden und ehemaligen Brunnen im Stadtgebiet von Arnstadt.
Die Wasserversorgung der Stadt erfolgte von 1559 bis 1900 durch Wasser aus der Zahmen Weiße, das von der Brunnenkunst in der Nähe der Liebfrauenkirche in Holzleitungen zu den einzelnen Brunnen geleitet wurde.

## Liste der Arnstädter Brunnen
| Bild               | Name                                     | Lage                                            | Baujahr   | Bemerkung                                                                                          |
| ------------------ | ---------------------------------------- | ----------------------------------------------- | --------- | -------------------------------------------------------------------------------------------------- |
| Vorhandene Brunnen |                                          |                                                 |           | |
|                    | Brunnenkunst                             | An der Brunnenkunst 3 (Lage)                    | 1540      | mit Wasserschöpfrad (1540) zur Hebung des Wassers aus der Zahmen Weiße in den Hochbehälter im Haus |
|                    | Brunnen an der Oberkirche                | Kirchgasse, Pfarrhof (Lage)                     | 1539      | |
|                    | Riedbrunnen                              | Riedplatz (Lage)                                | 1547      | |
|                    | Brunnen in der Zimmerstraße              | Zimmerstraße (Lage)                             | 1562      | |
|                    | Holzmarktbrunnen                         | Holzmarkt (Lage)                                | 1565      | |
|                    | Hopfenbrunnen                            | Erfurter Straße (Lage)                          | 1573      | Hopfenbrunnen mit Ritter am ehem. Hopfenmarkt                                                      |
|                    | Ritterstein- oder Riedquelle (Offenborn) | Plauesche Straße 3 (Lage)                       | 1588      | |
|                    | Brunnen im Fasanengarten                 | Fasanengarten (Lage)                            | 1594      | urspr. im Garten des Prinzenhofes (An der Liebfrauenkirche 2)                                      |
|                    | Neumarktbrunnen an der Bachkirche        | An der Neuen Kirche (Lage)                      | 1608      | |
|                    | Neptunbrunnen (Neptungrotte)             | Ritterstraße (Lage)                             | 1736      | |
|                    | Schlossplatzbrunnen                      | Schlossplatz (Lage)                             |           | Brunnen vor dem Neudeck-Gymnasium                                                                  |
|                    | Ei-Brunnen im Schlossgarten              | Schlossgarten (Lage)                            |           | |
|                    | Brunnen in der Rosenstraße               | Rosenstraße, Pfortenstraße (Lage)               |           | |
|                    | Brunnen am Lindeneck                     | Lindenallee, Kurhausstraße (Lage)               |           | |
|                    | Brunnen im Marienstift                   | Turnvater-Jahn-Str. (Lage)                      |           | |
|                    | Brunnen an der ehem. Jugendherberge      | Ichtershäuser Straße, Bierweg (Lage)            |           | |
| Ehemalige Brunnen  |                                          |                                                 |           | |
|                    | Ehem. Bismarckbrunnen von Georg Wrba     | Markt                                           | 1909–1943 | Wiederaufbau geplant                                                                               |
|                    | Ehem. Marktbrunnen (auch Kohlbrunnen)    | Markt, Ecke Kohlgasse (Lage)                    | 1561      | 1899 abgerissen                                                                                    |
|                    | Ehem. Brunnen vor der Markt-Galerie      | Markt, vor der Galerie (Tuchmachergaden) (Lage) |           | um 1900 abgerissen                                                                                 |
|                    | Ehem. Waisenhausbrunnen                  | am oberen Ende der Kohlgasse (Lage)             |           | um 1900 abgerissen                                                                                 |
|                    | Ehem. Oberer Holzmarktbrunnen            | Holzmarkt, Erfurter Straße (Lage)               |           | um 1900 abgerissen                                                                                 |
|                    | Ehem. Trinkbrunnen Holzmarkt             | Holzmarkt, Ecke Rankestraße (Lage)              |           | |
|                    | Ehem. Brunnen unter dem Berge            | Marktstraße (Lage)                              |           | um 1900 abgerissen                                                                                 |
|                    | Ehem. Fischbrunnen                       | Wallgraben                                      |           | |
|                    | Ehem. Rosenbrunnen                       | Schlossgarten (Lage)                            |           | am Gärtnerhaus                                                                                     |
|                    | Ehem. Springbrunnen (Nierenbrunnen)      | Schlossgarten (Lage)                            |           | am Theater, 1996 entfernt                                                                          |
|                    | Ehem. Brunnen im Landratsamt             | Ritterstraße, im Hof der Vorburg (Lage)         |           | |
|                    | Ehem. Brunnen im Wohngebiet              |                                                 | 1979      | im Wohngebiet Ost, nach 1990 entfernt                                                              |